# Liste de sculpteurs québécois
Cet article présente la liste de sculpteurs québécois

## A
- Jocelyne Alloucherie
- Louis Archambault

## B
- Marcel Barbeau
- Jacques Baril
- Serge Beaumont
- Germain Bergeron
- Ludovic Boney
- Diana Boulay (en)
- Jordi Bonet
- Luc Boyer
- Marie-France Brière

## C
- Denis Charette
- Ulysse Comtois

## D
- Charles Daudelin (1920-2001)
- Maurice Demers
- René Derouin
- Roland Dinel
- Jean-Robert Drouillard
- Luce Dupuis (ou Luce Leroux, 1940-)
- Réjean Ducharme

## E
- Ozgen Eryaşa

## F
- Joseph Fafard
- Grégoire Ferland (1946-)[1]
- Vittorio Fiorucci

## G
- Jean Gauguet-Larouche (1935-1986)
- Jean-Pierre Gauthier (1965- )
- Rusdi Genest (1939-)
- Louis Gosselin (1937-2020)
- Pierre Granche (1948-1997)
- Suzanne Guité

## H
- Bozena Happach
- Raoul Hunter (1926-2018)

## J
- Louis Jobin

## L
- Alfred Laliberté (1878-1953)
- Pierre Leblanc (1949- )
- Roger Langevin (1940- )
- Jennifer Lefort (1976-)
- Stanley Lewis (1930-2006)

## M-N
- Paryse Martin
- Jean-Pierre Morin

## P
- Guy Pierre
- Laurent Pilon (1952- )
- Gilbert Poissant
- Roland Poulin

## R
- Robert Roussil

## S
- Henry Saxe
- Jana Sterbak
- Françoise Sullivan (1923- )

## T
- Gaétan Therrien
- Alain-Marie Tremblay (1941-)
- Yves Trudeau
- André Turpin (artiste) (1937-2017)

## V
- Armand Vaillancourt (1929-)
- Louise Viger